# Riverside (Texas)
Riverside é uma cidade localizada no estado norte-americano de Texas, no Condado de Walker.

## Demografia
Segundo o censo norte-americano de 2000, a sua população era de 425 habitantes.
Em 2006, foi estimada uma população de 415, um decréscimo de 10 (-2.4%).

## Geografia
De acordo com o United States Census Bureau tem uma área de
5,3 km², dos quais 4,9 km² cobertos por terra e 0,4 km² cobertos por água. Riverside localiza-se a aproximadamente 84 m acima do nível do mar.

## Localidades na vizinhança
O diagrama seguinte representa as localidades num raio de 28 km ao redor de Riverside.